# Eiji Oue
Eiji Oue ( 大植 英次 ?,  Ōue Eiji ; Hiroshima, 3 ottobre 1956) è un direttore d'orchestra giapponese.

## Biografia
Oue iniziò i suoi studi di direzione orchestrale con Hideo Saito della Toho Gakuen School of Music. Nel 1978 Seiji Ozawa lo invitò a passare l'estate a studiare al Tanglewood Music Center. Mentre era lì, incontrò Leonard Bernstein, che divenne il suo mentore. Oue ha vinto il Premio Tanglewood Koussevitzky nel 1980. Ha inoltre studiato con Bernstein come collega di direzione al Los Angeles Philharmonic.
Oue è diventato direttore musicale della Greater Boston Youth Symphony Orchestra nel 1982, incarico che ha ricoperto fino al 1989. È stato direttore musicale della Erie Philharmonic dal 1990 al 1995. Ha anche lavorato come direttore associato dell'Orchestra Filarmonica di Buffalo. Dal 1995 al 2002 è stato direttore musicale della Minnesota Orchestra. Durante il suo mandato alla Minnesota non ha mai guadagnato la piena fiducia dell'orchestra, che ha visto il proprio declino in partecipazione dall'84% al 69% della sua capacità. Oue ha prestato servizio come direttore musicale del Grand Teton Music Festival nel Wyoming dal 1997 al 2003.
A seguito di un tour nel 1997 con la NDR Philharmonie Hannover, Oue è stato successivamente nominato suo direttore principale nel settembre 1998. Nel 2003 è stato nominato direttore principale della Osaka Philharmonic Orchestra. Oue fece il suo debutto al Festival di Bayreuth nel 2005 dirigendo il Tristano e Isotta. Diventò direttore musicale della Orquestra Simfònica de Barcelona nel settembre 2006. È previsto che si dimetta dalla carica di Barcellona dopo la stagione 2009-2010.
Le registrazioni commerciali di Oue comprendono il Concerto per violino n. 1 di Niccolò Paganini e il Concerto per violino n. 8 di Louis Spohr con la Orchestra Sinfonica della Radio Svedese e Hilary Hahn per la Deutsche Grammophon.
È stato professore di direzione d'orchestra presso la Musikhochschule di Hannover dal 2000.